# Грађанска дворана
Грађанска дворана је била прва зграда Српског народног позоришта на Трифковићевом тргу у Новом Саду, која се користила од почетка 1872. до марта 1892. године, када је наложено њено рушење.

## Историјат и карактеристике
Ангажовање за проналажењем свог простора и зидање Грађанске дворане се везује за најраније почетке рада Српског народног позоришта, које је основано 1861. године. Приликом оснивања, позориште није имало своју зграду, већ је у тим раним данима наступало као путујуће позориште.
У више наврата су подношене молбе властима да се одобри зидање једне јавне дворане у којој би се осим одржавања представа, могле приређивати и грађанске забаве и евентуални састанци поводом јавних предавања. Такве дворане су постојале свуда по Аустроугарској у оно време Ови захтеви су више пута одбијани, али Друштво за СНП поново покреће питање изградње сопствене зграде пред Магистратом 1868. године. Овог пута је захтев одобрен и 6. децембра 1871. је издата дозвола за зидање Грађанске дворане на празном простору између Лебарског сокака и улице Доброг пастира (на данашњем Трифковићевом тргу). Градња је почела 1871, а прва представа је у новом простору одржана 13. јануара 1872. године.
У 3. броју листа Позориште се наводи да су свест и снага честитих Новосађана учиниле да се за кратко време, од три месеца, за Нову годину могла отворити нова позоришна зграда. "Ни мећава, ни вејавица, која није дала отворити ока, није могла уздржати света да не дође и да не види свог позоришта, које већ од две године није видео. Одушевљење које је том приликом овладало светом, не да се описати."
Пројекат за изградњу Грађанске дворане је израдио познати новосадски градитељ из Будимпеште Георг Молнар (Gyorgy Molnar, 1829-1899) разрадивши планове и пројекат Андреаса Паулика из 1868. који је предвиђао изградњу савременог функционално конципираног позоришта. О изгледу Грађанске дворане сведочи пројекат из 1870. године, који се чува у Архиву Војводине. Иако нема архивских извора који би потврдили у којој је мери пројекат био реализован, по самом пројекту, то је била монументална једноспратна грађевина издужене основе са крстасто обликованом улазном партијом према тргу и изграђена је на северном делу данашњег Трифковићевог трга уз Милетићеву улицу. У високом централном броду је било формирано пространо гледалиште са невеликом галеријом и позоришна бина, док су у попречном тракту били смештени улаз и фоаје, галеријско степениште, просторије за глумце и помоћне просторије. Главну фасаду, окренуту ка улици, красио је трем са удвојеним забатом и нешто већи правоугаони отвори као и богатија декоративна пластика у односу на остале фасаде. Зидови централног брода су били оживљени полукружним прозорима и релативно скромном профилацијом у зони сокле и поткровног венца. На табли се налазила табла са натписом: Дворана Српског народног позоришта.

## Друштво за СНП откупљује зграду
Годину дана пошто је зграда изграђена, 1873. године, Друштво за СНП доноси одлуку да се дворана откупи на јавној лицитацији уколико се деоничари одлуче за продају зграде и ако се може купити по цени која је Друштву приступачна. Овој акцији се прикључују и грађани тако да уз добровољне прилоге, Друштво за СНП успева да откупи зграду за 20 000 форинти. Највећи донатори су том приликом били Данило Манојловић (са 5 000 форинти) и Гедеон Геца Дунђерски (са 1 000 форинти).

## Две деценије рада
Грађанска дворана је била веома значајна јавна грађевина пре свега као окосница културних догађања у граду. Српско народно позориште је током две деценије рада у Грађанској дворани дало изузетан допринос ширењу српске културе и јачању националне свести. Ово је, сходно тадашњој политици, истовремено допринело доношењу одлуке Градског представништва Министарства да се концесија Градске скупштине на коришћење земљишта на 20 година не продужи и да се зграда сруши. Позивајући се на легитимни крај периода закупа земљишта као правни темељ и закључке полицијског и санитарног извештаја, Скупштина је 1890. године званично одбила захтев Друштва за СНП за продужење уговора о коришћењу земљишта и зграда је уз протесте грађана, срушена у марту 1892. године.

## Нова решења и следећи кораци
Континуум у раду Српског народног позоришта је остварен уз још једно бреме нових пробоја које је требало изнети. Грађанску дворану је откупио Лазар Дунђерски, срушио је и пренео материјал у двориште свог Хотела „Царица Јелисавета”, у којем је личним средствима изградио нову позоришну зграду, Дунђерсково позориште. Оно је почело са радом 1895. године. У међувремену је позоришна трупа СНП-а три године гостовала по Војводини и у том периоду одиграла 611 представа у 28 места, додуше, уз само 19 нових представа, што је условљено недостатком сопственог простора и њеним сталним турнејама.